# Lahcen Ouadani
Lahcen Ouadani (en árabe: لحسن ودانی‎; Marruecos; 14 de julio de 1959) es un exfutbolista de Marruecos que jugaba en la posición de defensa.

## Carrera

### Club
| Periodo   | Club                |
| --------- | ------------------- |
| 1977-1988 | FAR Rabat           |
| 1988-1990 | Union Touarga Sport |
| 1990-1991 | FUS Rabat           |
| 1991-1992 | Raja Beni Mellal    |

### Selección nacional
Jugó para Marruecos en 42 ocasiones de 1980 a 1989 y anotó un gol; participó en la Copa Mundial de Fútbol de 1986, los Juegos Olímpicos de Los Ángeles 1984, los Juegos Mediterráneos de 1983 y dos ediciones de la Copa Africana de Naciones.

## Logros

### Club
- Botola (3): 1984, 1987, 1989
- Copa del Trono (3): 1984, 1985, 1986
- Copa Africana de Clubes Campeones (1): 1985

### Selección nacional
- Juegos Mediterráneos (1): 1983